# Javier Gúrpide Huarte
Javier Gúrpide Huarte (Tudela, Navarra, 1939 - Madrid, 9 de mayo de 2017) fue un poeta, narrador, ensayista, compositor, ingeniero y economista español. Doctorado en Ingeniería Industrial, la Saint Louis University le otorgó la investidura como doctor honoris causa en Derecho.

## Breve biografía
Fue Vicepresidente Ejecutivo del BBV y de IBERDROLA, presidente del Banco del Comercio y consejero de diversas empresas. También fue profesor de Hacienda Pública y de Política Económica en las Universidades Comercial de Deusto y de Bilbao.
Compuso dos ballets: El Equilibrista y La Malaventura, estrenados en Madrid y Bilbao.
Fue sobrino de Pablo Gúrpide Beope, obispo de Sigüenza y de Bilbao. 
Falleció en Madrid el martes 9 de mayo de 2017, a los 78 años de edad, por causa de una esclerosis lateral amiotrófica.

## Obras
Novelas
- Las agujas del templo
- Regaliz de Palo
- Con los ojos cerrados
- Laca

Poesía
- Apoteosis de la espera
- Ya no sé andar a tientas
- La longitud del viento
- El río de mis Lunas
- El corazón del agua

Ensayos
- Los perdedores de Hollywood
- De diosas, mitos y genios
- La fe ¿el desafío?